# Psilopteryx bosniaca
Psilopteryx bosniaca är en nattsländeart som beskrevs av Marinkovic-gospodnetic 1971. Psilopteryx bosniaca ingår i släktet Psilopteryx och familjen husmasknattsländor. Inga underarter finns listade i Catalogue of Life.